# Irving Langmuir
Irving Langmuir (Brooklyn, Nueva York, 31 de enero de 1881-Woods Hole, Massachusetts, 16 de agosto de 1957) fue un ingeniero metalúrgico, físico y químico estadounidense conocido por su trabajo en distintos campos de la química y galardonado con el Premio Nobel de Química del año 1932 «por sus investigaciones en la química de superficie».

## Biografía
Estudió Física y Química en la Universidad de Columbia, donde se licenció en 1903 en ingeniería metalúrgica, y posteriormente en la Universidad de Göttingen, donde se doctoró bajo la supervisión de Walther Hermann Nernst en 1906. 
En 1912 contrajo matrimonio con Marion Mersereau, con quien tuvo dos hijos, Barbara y Kenneth. 
Desde 1932 hasta su jubilación en 1950, fue director adjunto del laboratorio de investigación de la General Electric Company.

## Investigaciones científicas

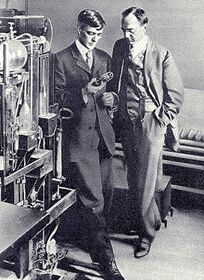
Irving Langmuir y Willis Rodney Whitney.

Inició sus investigaciones en 1914 en el desarrollo de las lámparas de tungsteno, descubriendo la alta luminosidad del filamento de este elemento químico rodeado de un gas inerte como el argón. Este fue un paso muy importante en el desarrollo de la bombilla eléctrica convencional de filamento, ya superada por las llamadas bombillas de bajo consumo.
También trabajó en la obtención de vacíos, ideando la bomba de condensación de mercurio, al observar cómo los electrones emitidos por un cátodo incandescente en un recinto que se encuentra a una presión muy baja, se mantienen alrededor del cátodo formando una nube electrónica. Pudo comprobar cómo la carga negativa de los electrones impedía el flujo de corriente eléctrica, por lo cual inventó el radiotrón y otros dispositivos electrónicos que, unidos al revestimiento de torio de los filamentos emisores, contribuyeron a mejorar la radiodifusión de onda corta.
Dedujo en 1916 la isoterma de adsorción que ahora lleva su nombre (ecuación de Langmuir) en sus investigaciones sobre la cinética de las reacciones gaseosas y, más especialmente, de la velocidad de adsorción de las moléculas de los gases a bajas presiones. Asimismo trabajó en el aparato de descarga de electrones y en el soplete de hidrógeno atómico.
Langmuir y su colega estadounidense Gilbert Lewis desarrollaron una teoría de la interacción química y la valencia basada en la estructura del átomo, conocida como teoría de Langmuir-Lewis. La investigación de Langmuir en la física de las nubes le condujo a la estimulación artificial de la condensación.
Fue galardonado en 1918 con la medalla Hughes, concedida por la Royal Society «por sus investigaciones en física molecular».
En 1932 fue galardonado con el Premio Nobel de Química «por sus investigaciones en la química de superficie».

## Eponimia
- El cráter lunar Langmuir lleva este nombre en su memoria.[2]